# Зарудці
Зарудці́ — село в Україні, у складі Львівської міської територіальної громади, підпорядковується Львівській міській раді, як частина Шевченківського району м. Львова, Львівського району, Львівської області. В Зарудцях збереглася дерев'яна церква Преображення Господнього, збудована у 1797 році.

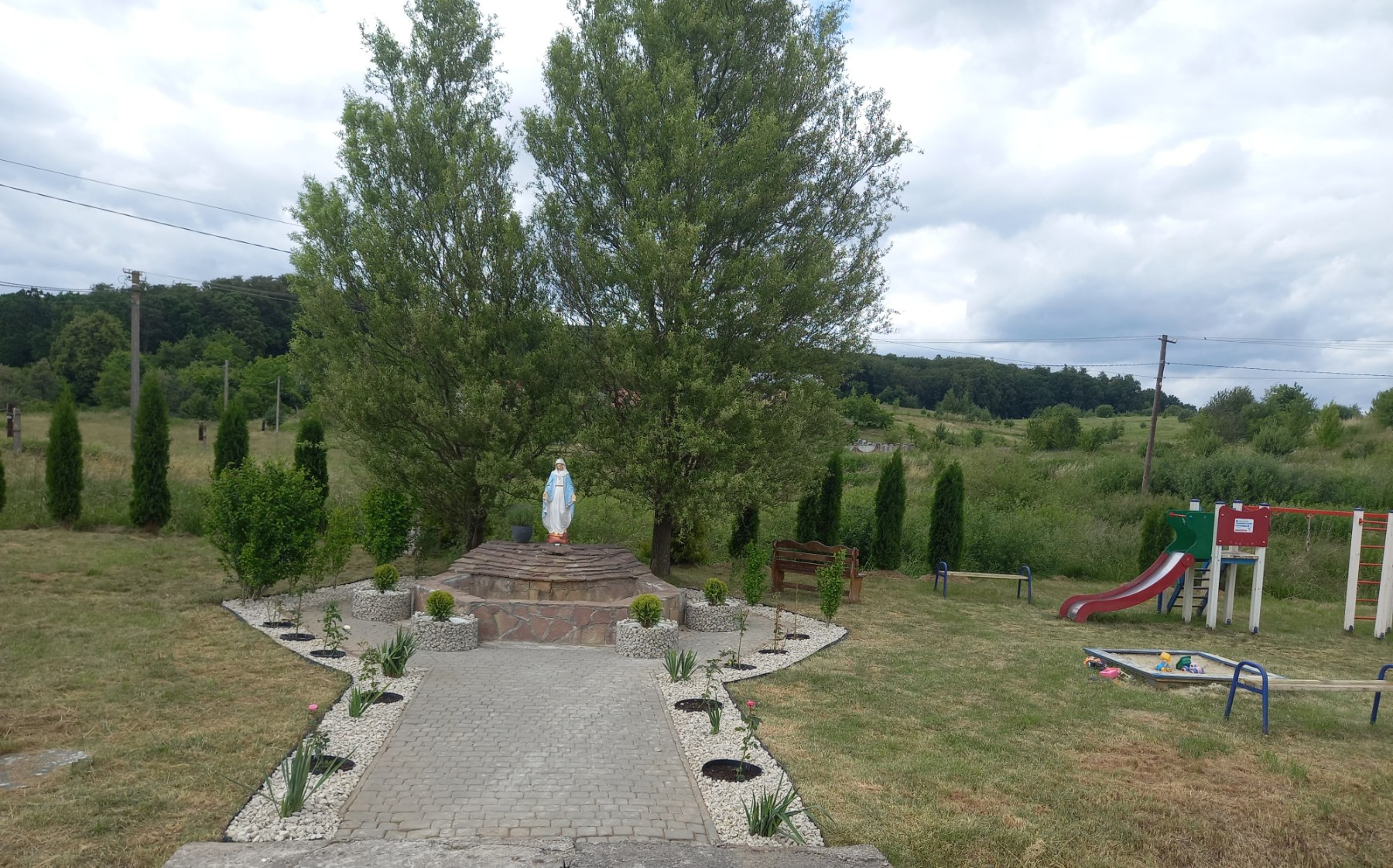
Парк Героїв

## Історія

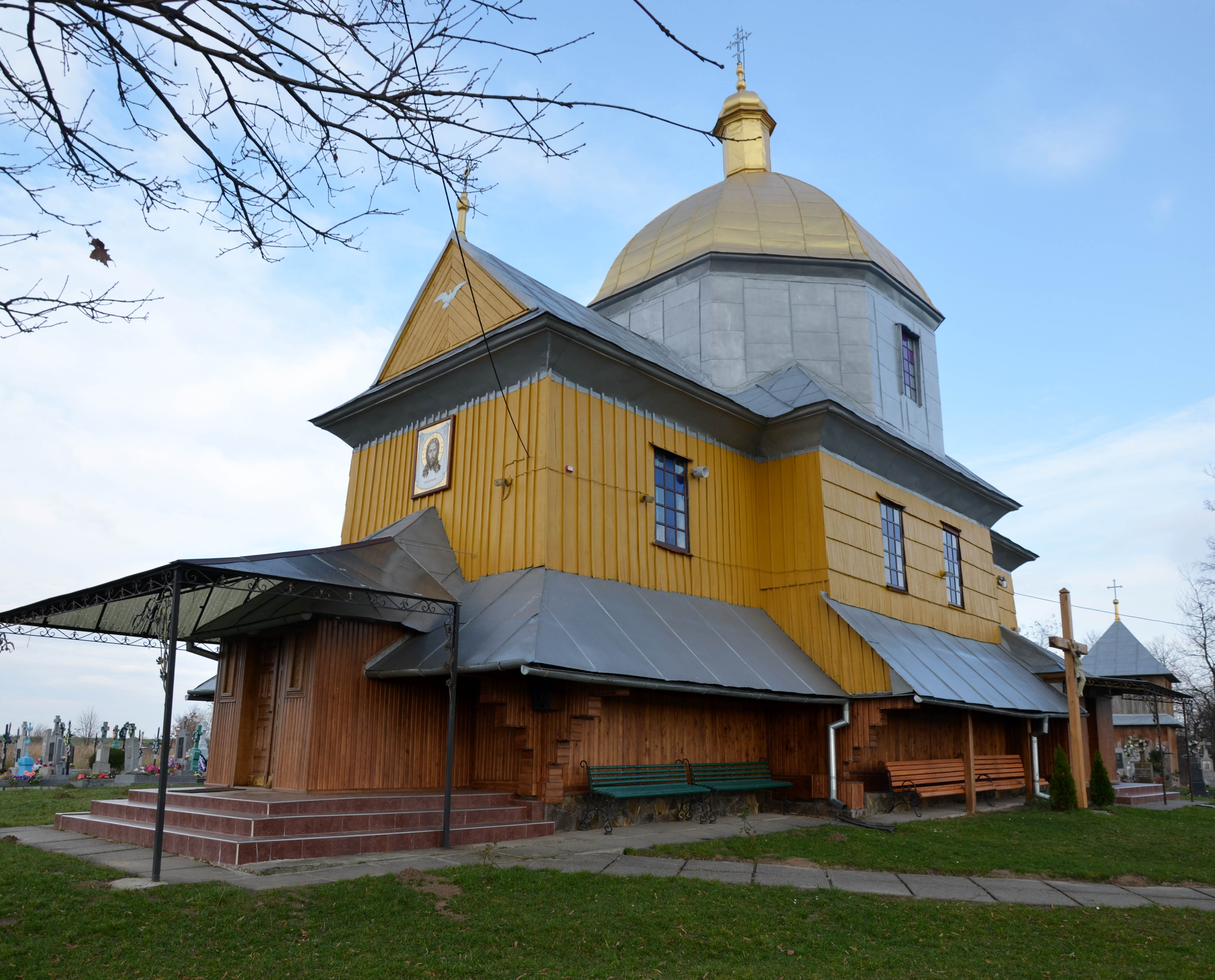
Церква Преображення Господнього (1787).

Перша згадка про село Зарудці сягає 1386 року.
У податковому реєстрі 1515 року в селі документується спустошений шинок і 4 лани (близько 100 га) оброблюваної землі.  
За твердженням І. Крип'якевича: «У північній частині Звенигородського князівства найбільше значення мав, правдоподібно, Підгорай (тепер, очевидно, с. Зарудці), по якому залишилося городище. 1232 року тут стояв військом князь Михайло Всеволодович, який ішов походом проти Данила Романовича. У XIV столітті згадується Підгорайська волость.»
За Польщі село Зарудці належало до Львівського повіту, та межувало на сході з Костеївим, на півдні з Зашковом, Завадовим та Бірками Домініканськими, на заході Рокитним (Городоцький повіт), на північному заході з Полянами, Мокротиним, Візенбергом та Мервичами (4 останні у Жовківському повіті). Пн. частиною села пропливає Куликівка, пд.-сх. Недільчина, а пд.-зах. частиною Млинівка. Сільська забудова лежить в долині Куликівки. Західна частина території села лісиста. В 1890 році було 159 будинків, 937 жителі в гміні; 10 будинків, 117 жителів на території двору. (647 греко-католиків, 382 римо-католики, 25 ізраелітів; 879 русинів, 169 поляків, 6 німців). Парафія римо-католицька була в Костеєві, греко-католицька була в селі, Львівського деканату. До парафії належав Костеїв. В селі була церква і 1-класна школа. Документом, виданим в 1386 році, свідчить Андрій, староста руський, що Миколай Сланка продав Бенькові із Жабокрук власність Зарудці і дворище Передримихи за 70 кіп грошів. В 1402 році записує Бенько з Жабокрук своє село Зарудці львівським домініканам, з умовою що будуть правити за нього і його сім'ю щорічно певну кількість служб (там же, стр. 44). Актом з 1402 року зобов'язуються львівські домінікани, що за Бенька з Жабокрук та його потомків щотижня будуть відправляти по кілька служб з подякою за отримане в подарунок село Зарудці (там же, стр. 44). В 1559 році підтверджує король Зигмунт Август надання Бенька домініканам.
Станом на 1 січня 1939 року в селі мешкало 1650 осіб, з них 1050 українців-грекокатоликів, 500 українців-римокатоликів, 80 поляків, 20 євреїв.

## Люди
В селі народилися
- Камінецький Ярослав Григорович (1941—2019) — український педагог, поет.
- Кіт Богдан (1977—2024) — боєць 67-ої ОМБр, боронив суверенітет та територіальну цілісність України на Донеччині. Похований на Личаківському кладовищі у Львові.
- Лопатко Стефан (1991—2024) — боєць 101-ої ОБрО ГШ, виконував бойові завдання на Донеччині. Похований в селі.

В селі померли
- Куровицький Адам Григорович (1916—1950) — член ОУН, лицар Срібного хреста заслуги УПА.
- Саляк Юліян (1921—1946) — шеф штабу ВО-1 «Башта», командир ТВ-13 «Розточчя» та куреня «Холодноярці».